# 广西僮族自治区人民委员会
广西僮族自治区人民委员会是1958年3月至1965年10月间广西僮族自治区的省级国家行政机关。

## 历任领导

### 广西僮族自治区一届人大期间
- 时间：1958年3月—1963年12月
- 主席：韦国清
- 副主席：贺希明、李任仁、覃应机、莫乃群、卢绍武、傅雨田（1959年12月－）、李殷丹（1962年12月－）

### 广西僮族自治区二届人大期间
- 时间：1963年12月－1965年10月
- 主席：韦国清
- 副主席：贺希明、李任仁、覃应机、莫乃群、卢绍武、傅雨田、李殷丹、钟枫（1964年9月－）、黄一平（1964年9月－）